# Veelwimperig vlieskelkje
Het veelwimperig vlieskelkje (Hymenoscyphus scutuloides) is een schimmel behorend tot de familie Helotiaceae. Het groeit in groepen op kruidachtige stengels zoals de moerasspirea (grote wederik, gewone braam, knopig helmkruid) en bladstelen van moerasspirea.

## Kenmerken
De apothecia (vruchtlichamen) zijn tot 4 mm breed, met roomwitte tot okergele kelkjes. De steel heeft een lengte tot 1,5 mm.
De asci zijn 8-sporig en meten 80-105 × 8-10 µm. De ascosporen zijn eenzijdig gerangschikt en meten (18-) 20-27 × 3-4  µm. De sporen hebben meestal met meerdere setulae (wimpers) aan top, basis en eventueel flanken.

## Verspreiding
Het veelwimperig vlieskelkje komt met name voor in Europa. In Nederland komt het vrij zeldzaam voor.